# Ximena Davila

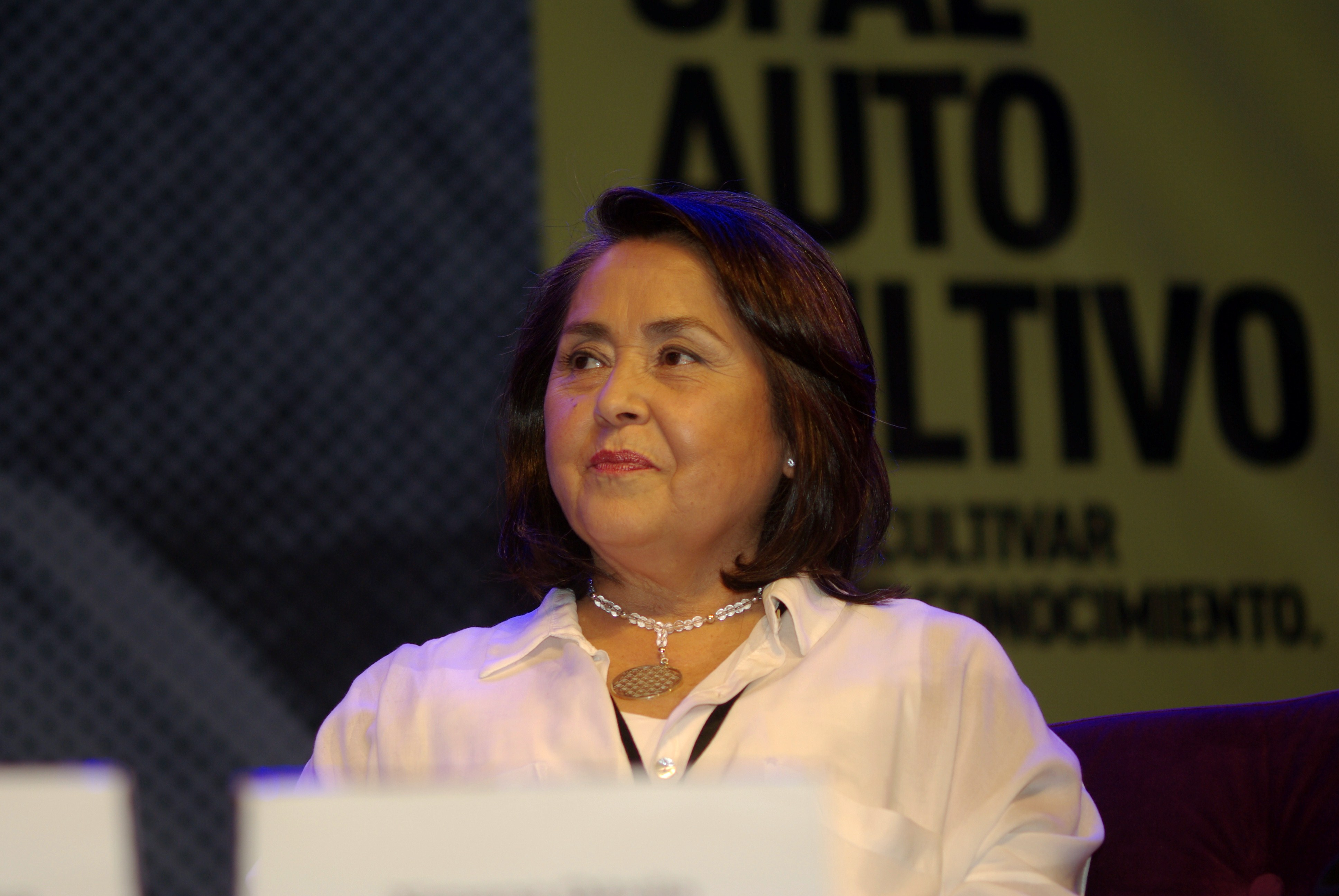
Ximena Dávila, 2015

Ximena Paz Dávila Yáñez é uma professora chilena, estudou Orientação em Relações Humanas e Família com ênfase nas Relações do Trabalho no Instituto Carlos Casanueva. Foi co-fudandora do Instituto Matríztico e co-criadora da Biologia Cultural, junto ao biólogo Humberto Maturana.

## Descrição
Ximena Dávila Yánez refere que sua experiência de vida e o trabalho com a dor e o sofrimento relacional conduziu seu olhar para a trama relacional do conviver humano, o que a fez deparar-se num certo momento com a descoberta de que toda a dor e sofrimento pela qual se pede ajuda é de origem cultural.
Seus desejos de vida, fundamentados em sua epigênese pessoal, levou a encontrar-se com as biologias do conhecimento e do amor de Humberto Maturana, a partir das quais ampliou o entendimento antropológico do viver relacional humano culminando com sua criação do que denominou “Conversações Reflexivas com Conseqüências Libertadoras” ou Conversar Liberador.  O fundamental foi que em uma de suas conversações com o professor Maturana, ele a abrilhantou com a afirmação de que havia posto conscientemente em ação a dinâmica relacional entre a biologia do conhecer e a biologia do amar, como um processo de ação à mão.
O desenvolvimento deste processo levou à compreensão acerca da trama relacional da existência humana, que deu origem ao que Humberto e Ximena chamam de matriz biológico-cultural da existência humana, noção do qual evocam a dinâmica biológico cultural da origem, realização e conservação do humano.